# Koman Coulibaly
Koman Coulibaly   (Bamako, 4 de juliol de 1970) és un àrbitre de futbol senegalès. Coulibaly és àrbitre internacional FIFA des de 1999. Fins ara ha dirigit partits en grans esdeveniments com la Copa Àfrica 2008. El febrer del 2010 va ser assignat per arbitrar al Mundial 2010.